# Liste ehemaliger Professional Continental Teams
Dies ist eine Liste der UCI Professional Continental Teams seit 2005.

## Professional Continental Teams 2005–2011
| Team                                      | Land                   | Jahre     | Bekannte Fahrer |
| ----------------------------------------- | ---------------------- | --------- | --- |
| Action-Uniqa                              | Polen                  | 2005–2007 | Łukasz Bodnar, Marek Rutkiewicz, Ondřej Sosenka, Piotr Wadecki                                                             |
| Ag2r Prévoyance                           | Frankreich             | 2005      | Mikel Astarloza, Philip Deignan, Cyril Dessel, Samuel Dumoulin, Simon Gerrans, Stéphane Goubert, Jean-Patrick Nazon        |
| Agritubel                                 | Frankreich             | 2005–2009 | Sylvain Calzati, Romain Feillu, Nicolas Jalabert, Christophe Moreau, Christophe Rinero, Benoît Salmon, Brice Feillu        |
| Amica Chips-Knauf                         | San Marino             | 2009      | Santo Anzà, Igor Astarloa, Simone Cadamuro                                                                                 |
| Androni Giocattoli-3C Casalinghi          | Italien                | 2006      | Oleksandr Kwatschuk |
| Barloworld                                | Vereinigtes Konigreich | 2005–2009 | John-Lee Augustyn, Félix Cárdenas, Steve Cummings, Robert Hunter, Juan Mauricio Soler                                      |
| Benfica Lissabon                          | Portugal               | 2007–2008 | José Azevedo |
| BMC Racing Team                           | Vereinigte Staaten     | 2008–2010 | Alexandre Moos, Marcus Burghardt, Cadel Evans, Alessandro Ballan, George Hincapie, Karsten Kroon                           |
| CarmioOro NGC                             | Vereinigtes Konigreich | 2010      | Emanuele Sella |
| Ceramica Flaminia                         | Irland                 | 2006–2010 | Riccardo Riccò, Giampaolo Caruso, Mychajlo Chalilow, Filippo Simeoni                                                       |
| Cervélo TestTeam                          | Schweiz                | 2009–2010 | Xavier Tondo, Stefan Denifl, Roger Hammond, Heinrich Haussler, Thor Hushovd, Andreas Klier, Carlos Sastre                  |
| Comunidad Valenciana                      | Spanien                | 2005–2006 | Ángel Luis Casero, Eladio Jiménez, Ezequiel Mosquera, Rubén Plaza, Carlos García Quesada                                   |
| Contentpolis-AMPO                         | Spanien                | 2008–2009 | Javier Benítez, Mikel Gaztañaga, Julián Sánchez, Eloy Teruel                                                               |
| Cycle Collstrop                           | Schweden               | 2008      | Borut Božič, David Kopp, Sergey Lagutin, Steffen Wesemann                                                                  |
| DFL-Cyclingnews-Litespeed                 | Vereinigtes Konigreich | 2007      | Daniel Lloyd, Nico Mattan, Jens Mouris                                                                                     |
| Drapac Porsche                            | Australien             | 2007      | Robert McLachlan |
| Ed’ System ZVVZ                           | Tschechien             | 2005      | Christian Pfannberger, Ján Svorada                                                                                         |
| Elk Haus                                  | Osterreich             | 2006–2009 | Stefan Denifl, Markus Eibegger, Steffen Radochla, Stefan Rucker, Gerhard Trampusch                                         |
| Extremadura-Grupo Gallardo                | Spanien                | 2008      | Carlos Torrent |
| Fuerteventura-Canarias                    | Spanien                | 2007      | David Bernabéu, José Adrian Bonilla                                                                                        |
| Garmin-Chipotle                           | Vereinigte Staaten     | 2007–2008 | Magnus Bäckstedt, Tom Danielson, Tyler Farrar, Martijn Maaskant, David Millar, Christian Vandevelde, David Zabriskie       |
| Geox-TMC                                  | Spanien                | 2011      | Mauricio Ardila, Juan José Cobo, Fabio Duarte, Xavier Florencio, Denis Menschow, Carlos Sastre                             |
| Kaiku                                     | Spanien                | 2005–2006 | Carlos Castaño, Gustavo César, Ricardo Serrano                                                                             |
| L.P.R. Brakes-Farnese Vini                | Irland                 | 2005–2009 | Lorenzo Bernucci, Danilo Di Luca, Jure Golčer, Alessandro Petacchi, Paolo Savoldelli, Alessandro Spezialetti               |
| Miche                                     | Italien                | 2005–2006 | Alejandro Borrajo, Bo Hamburger, Przemysław Niemiec                                                                        |
| Mitsubishi-Jartazi                        | Estland                | 2008      | Hans Dekkers, Stefan van Dijk, Gennadi Michailow, Jens Mouris, Geert Omloop, Janek Tombak, Frank Vandenbroucke             |
| Naturino-Sapore di Mare                   | Schweiz                | 2005–2006 | Francesco Casagrande, Gabriele Colombo, Murilo Fischer, Filippo Simeoni                                                    |
| Navigators Insurance                      | Vereinigte Staaten     | 2006–2007 | Glen Chadwick, Ben Day, Sergey Lagutin                                                                                     |
| NGC Medical-OTC Industria Porte           | Schweiz                | 2007–2008 | Crescenzo D’Amore, Francesco Reda, Enrico Rossi, Wolodymyr Sahorodnij                                                      |
| Preti Mangimi                             | Luxemburg              | 2008      | Salvatore Commesso, Mattia Gavazzi, Serhij Hontschar, Fabio Sacchi, Boris Schpilewski, Marco Zanotti                       |
| PSK Whirlpool-Author                      | Tschechien             | 2008–2009 | Martin Mareš, André Schulze, Patrik Sinkewitz                                                                              |
| R.A.G.T. Semences                         | Frankreich             | 2005      | Christophe Rinero, Eddy Seigneur                                                                                           |
| Relax-GAM Fuenlabrada                     | Spanien                | 2005–2007 | David George, Francisco Mancebo, Daniel Moreno, Santiago Pérez, Óscar Sevilla, Ángel Vicioso                               |
| Scott-Marcondes Cesar-São José dos Campos | Brasilien              | 2010      | Luciano Pagliarini |
| Tenax                                     | Irland                 | 2005–2007 | Fabio Baldato, Gabriele Bosisio, Roberto Petito, Ruslan Pidhornyj, Daniele Pietropolli, Mauro Santambrogio, Rigoberto Urán |
| Tinkoff Credit Systems                    | Italien                | 2006–2008 | Salvatore Commesso, Tyler Hamilton, Danilo Hondo, Michail Ignatjew, Wassil Kiryjenka, Luca Mazzanti, Jewgeni Petrow        |
| Unibet.com                                | Belgien                | 2005–2006 | Baden Cooke, Stefan van Dijk, Carlos García Quesada, Frank Vandenbroucke, Kurt van de Wouwer, Marco Zanotti                |
| Vacansoleil                               | Niederlande            | 2009–2010 | Borut Božič, Matteo Carrara, Brice Feillu, Romain Feillu, Sergey Lagutin, Bjorn Leukemans                                  |
| Vorarlberg-Corratec                       | Osterreich             | 2006–2010 | Gerrit Glomser, René Haselbacher, Olaf Pollack, Peter Presslauer, René Weissinger                                          |
| Wiesenhof-Felt                            | Deutschland            | 2005–2007 | Gerald Ciolek, André Greipel, Jens Heppner, Christian Knees, Olaf Pollack, Peter Velits, Steffen Wesemann                  |
| Xacobeo Galicia                           | Spanien                | 2007–2010 | Carlos Castaño, Gustavo César Veloso, Ezequiel Mosquera                                                                    |

## Professional Continental Teams 2012
Die UCI verkündete am 12. Dezember 2011, dass folgende 22 Teams für die Saison 2012 eine Lizenz als Professional Continental Team erhalten haben:
| Name (UCI Code)                         | Betreiber                          | Nationalität           | Radhersteller      |
| --------------------------------------- | ---------------------------------- | ---------------------- | ------------------ |
| Accent Jobs-Willems Veranda’s (ACC)     | Belgian Pro Cycling Team NV        | Belgien                | Zannata            |
| Androni Giocattoli-Venezuela (AND)      | Teamgalli srl                      | Italien                | Bianchi            |
| Acqua & Sapone (ASA)                    | Abruzzo Team srl                   | Italien                | Focus              |
| Bretagne-Schuller (BSC)                 |                                    | Frankreich             | KTM                |
| Caja Rural (CJR)                        | Club Deportivo Preventia           | Spanien                | Vivelo             |
| Cofidis, le Crédit en Ligne (COF)       | Cofidis Compétition EUSRL          | Frankreich             | LOOK               |
| Colnago-CSF Inox (COG)                  | Aster Sport Limited                | Irland                 | Colnago            |
| Colombia-Coldeportes (COL)              | Instituto Colombiano del Deportes  | Kolumbien              | Bianchi            |
| Landbouwkrediet-Euphony (LAN)           |                                    | Belgien                | Colnago            |
| Team Argos-Shimano (ARG)                | SMS Cycling B.V.                   | Niederlande            | Felt               |
| Saur-Sojasun (SAU)                      | Breizh Cyclisme Compétition        | Frankreich             | Time               |
| Team SpiderTech-C10 (SPI)               | Cycle Sport Management Inc.        | Kanada                 | Argon 18           |
| Team NetApp (APP)                       | Ralph Denk pro cycling GmbH        | Deutschland            | Simplon            |
| Topsport Vlaanderen-Mercator (TSV)      | Wielerclub Eddy Merckxvrienden vzw | Belgien                | Eddy Merckx Cycles |
| UnitedHealthcare Pro Cycling Team (UHC) | Momentum Sports Group, LLC         | Vereinigte Staaten     | Neil Pryde         |
| Team Europcar (EUC)                     | SA Vendée Cyclisme                 | Frankreich             | Colnago            |
| Andalucía (ACG)                         | E-Bici                             | Spanien                | Bottecchia         |
| Champion System (CSS)                   | Taifun Sports                      | Volksrepublik China    | Fuji Bikes         |
| Farnese Vini-Selle Italia (FAR)         | Croft Sport Ltd                    | Vereinigtes Königreich | MCipollini         |
| RusVelo (RVL)                           | PROvelo AG                         | Russland               | Cervélo            |
| Utensilnord Named (UNA)                 | California Sport Ltd               | Irland                 | De Rosa            |
| Team Type 1-Sanofi (TT1)                |                                    | Vereinigte Staaten     | Colnago            |

## Professional Continental Teams 2013
Die UCI verkündete am 2. und 28. November 2012, dass folgende Teams für die Saison 2012 eine Lizenz als Professional Continental Team erhalten haben:
| Name (UCI Code)                         | Betreiber                          | Nationalität           | Radhersteller            |
| --------------------------------------- | ---------------------------------- | ---------------------- | ------------------------ |
| Accent Jobs-Wanty (ACC)                 | Belgian Pro Cycling Team NV        | Belgien                | Zannata                  |
| Androni Giocattoli-Venezuela (AND)      | Teamgalli srl                      | Italien                | Bianchi                  |
| Bretagne-Séché Environnement (BSE)      |                                    | Frankreich             | KTM                      |
| Caja Rural-Seguros RGA (CJR)            | Club Deportivo Preventia           | Spanien                | Vivelo                   |
| Cofidis, Solutions Crédits (COF)        | Cofidis Compétition EUSRL          | Frankreich             | LOOK                     |
| Bardiani Valvole-CSF Inox (BAR)         | Aster Sport Limited                | Italien                | Colnago                  |
| Colombia (COL)                          | Instituto Colombiano del Deportes  | Kolumbien              | Bianchi                  |
| Crelan-Euphony (LAN)                    |                                    | Belgien                | Colnago                  |
| Sojasun (SOJ)                           | Breizh Cyclisme Compétition        | Frankreich             | Time                     |
| Team NetApp-Endura (TNE)                | Ralph Denk pro cycling GmbH        | Deutschland            | Simplon                  |
| Topsport Vlaanderen-Baloise (TSV)       | Wielerclub Eddy Merckxvrienden vzw | Belgien                | Eddy Merckx Cycles       |
| UnitedHealthcare Pro Cycling Team (UHC) | Momentum Sports Group, LLC         | Vereinigte Staaten     | Neil Pryde               |
| Team Europcar (EUC)                     | SA Vendée Cyclisme                 | Frankreich             | Colnago                  |
| Champion System (CSS)                   | Taifun Sports                      | Volksrepublik China    | Fuji Bikes               |
| Vini Fantini-Selle Italia (VIN)         | Croft Sport Ltd                    | Vereinigtes Königreich | MCipollini               |
| Team Novo Nordisk (TNN)                 |                                    | Vereinigte Staaten     | Colnago                  |
| MTN Qhubeka (MTN)                       | Ryder Cycling                      | Südafrika              | Trek Bicycle Corporation |
| CCC Polsat Polkowice (CCC)              | Miejski Klub Sportowy Polkowice    | Irland                 | Merida                   |
| IAM Cycling (IAM)                       |                                    | Schweiz                | Scott Sports             |